# Rudolf Schlott
Rudolf Schlott (ur. 18 stycznia 1927 w Karlsruhe, zm. 4 listopada 2014 w Haan) – niemiecki trener piłkarski.

## Kariera
W latach 1967–1972 Schlott był asystentem Hennesa Weisweilera w Borussii Mönchengladbach. W 1972 roku samodzielnie objął stanowisko trenera 1. FC Köln, występującego w rozgrywkach Bundesligi. Zadebiutował w niej 16 września 1972 w przegranym 1:3 meczu z VfB Stuttgart. W sezonie 1972/1973 doprowadził klub do finału Pucharu Niemiec, w którym został jednak pokonany przez Borussię Mönchengladbach. W tamtym sezonie wraz z zespołem wywalczył też wicemistrzostwo Niemiec. Trenerem 1. FC Köln Schlott był do września 1973. Potem prowadził jeszcze DJK Gütersloh z 2. Bundesligi i był to jego ostatni klub w karierze.